# Castello Normanno-Aragonese
Das Castello Normanno-Aragonese ist eine Stadtburg in der Gemeinde San Nicandro Garganico in der italienischen Region Apulien. Sie liegt im Zentrum der Siedlung, die sie mit ihren 224 Metern Seehöhe klar dominierte.

## Geschichte
Soweit dies aus historischen Quellen erkennbar ist, bestand die erste Wehranlage an dieser Stelle, die im 9. Jahrhundert entstand, aus einem Aussichts- und Verteidigungsturm, in dessen Nähe schon in normannischer Zeit eine Garnison von Soldaten stationiert war. Eine stauferzeitliche Ausbauphase als Jagdhaus Friedrichs II. ist umstritten. Am Ende des 13. Jahrhunderts soll Papst Coelestin V. nach seiner Abdankung hier vorübergehend Zuflucht gefunden haben.
In der Zeit des Hauses Aragón, vermutlich unter den Lehensherren Della Marra, wurde im 15. Jahrhundert an den Turm die Burg in ihrer heutigen Ausdehnung angebaut und es wurde eine „Einburgung“  (it.: incastellamento) des ersten Siedlungskerns, der in der Umgebung entstanden war, vorgenommen: Von diesem mächtigen Eingriff stammen die Rundtürme der Südseite und die noch erhaltenen an der westlichen Mauer.
Dem 16. Jahrhundert dagegen wird die Verschönerung des Eingangsportals im Osten mit dem Bau einer Loggia zugeordnet, die die Burg mit einem großen Palast verbindet, der sich zwischen dem Eingang und der Ostmauer des „Castellum“  erhebt. In derselben Zeit wurde als Fortsetzung ein Palast an der Westmauer (Palazzo Fioritto) gebaut, in dem heute die Gemeindebibliothek „A. Petrucci“ und das Volkskundemuseum der bäuerlichen Zivilisation untergebracht sind.

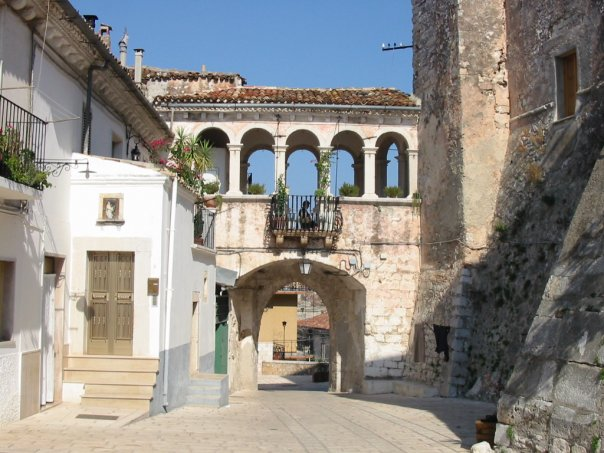
Die Loggia aus der Spätrenaissance und der Terravecchia-Bogen vom Innenhof aus

Weitere Umbauten, vermutlich für Verteidigungszwecke oder zur Anpassung an neue logistische Bedürfnisse, wurden im Barock und schließlich um die Mitte des 20. Jahrhunderts durchgeführt, als die Burg im Inneren neu aufgeteilt wurde, um als privates Wohnhaus zu dienen: Man schuf einen neuen Eingang auf der Ostseite der Burg und in der Folge wurde die Zugbrücke über dem heutigen Straßenniveau endgültig geschlossen.
Nachdem die Burg im 19. Jahrhundert von der Familie Zaccagnino gekauft wurde, gehörte sie den Familien Centulio und Tozzi und konnte nur nach besonderer Vereinbarung besichtigt werden. 2020 wurde sie von der Gemeinde San Nicandro Garganico erworben, die eine Erschließung der Anlage für Tourismus und Kultur beabsichtigt.

## Beschreibung
Die Burg hat einen trapezförmigen Grundriss und ihre vier Türme sind grob nach den Himmelsrichtungen ausgerichtet: An der nördlichen und der westlichen Ecke stehen zwei Türme mit rechteckigem Grundriss, von denen einer noch auf die erste Bauphase zurückgeht; die beiden runden Türme an der südlichen und der östlichen Ecke stammen aus der Zeit des Hauses Aragón und bestimmen die Südostseite, die der Marienkirche (Chiesa Matrice Santa Maria del Borgo) zugewandt ist.